# Lejtőn
A Lejtőn (On the Slope) 1944-ben bemutatott fekete-fehér magyar játékfilm Szilágyi Szabó Eszter és Greguss Zoltán főszereplésével.

## Szereplők
- Timár József – Henry Vermont, orvos
- Szilágyi Szabó Eszter – Marie Lorrain, Henry Vermont felesége
- Greguss Zoltán – Armand Dernisse, pártvezér
- Bilinszky Ibolya – Yvonne, nevelőnő
- Harsányi Rezső – Blair abbé
- Fáy Béla – Bruyant, lapkiadó
- Bán Ibolya
- Bánhidy József
- Danis Jenő
- Delly Ferenc – Marcell, Dermisse titkára
- Falussy István – bálozó
- Gonda György
- Harasztos Gusztáv – bíró
- Hegyi Péter
- Kabók Győző – templomi szolga
- Pápai Klára – Margot, dada
- Szentiványi Béla – tábornok
- Tapolczay Gyula – M. Mandel
- T. Szabó László – nyomozó
- Török Ilonka
- Tűhegyi Katalin